# Géographie du Territoire de Belfort

Carte détaillée du département du Territoire de Belfort avec ses réseaux routier et hydrologique principaux.

La géographie du Territoire de Belfort est caractérisée par des dénivelés importants liés aux Vosges et au Jura, respectivement au nord et au sud, qui encadrent une plaine centrale nommée « Trouée de Belfort ». L'extension de ce département est particulièrement faible si on la compare avec les dimensions moyennes des autres départements français. Il est néanmoins un carrefour important entre plusieurs régions et départements français, et la Suisse, ainsi qu'entre la France rhodanienne et le couloir rhénan.

## Situation
Le Territoire de Belfort est situé dans le nord-est de la région de Bourgogne-Franche-Comté.
Il est entouré par les départements du Doubs (au sud), de la Haute-Saône (à l'ouest), des Vosges (au nord), du Haut-Rhin (à l'est) et il possède une frontière avec la Suisse au sud-est.
Il comprend notamment une dépression large d'une trentaine de kilomètres (la trouée de Belfort) située entre le massif des Vosges (ballon d'Alsace) et celui du Jura (chaîne du Lomont), qui fut de tous temps un lieu de passage entre la vallée du Rhin (Alsace, pays germaniques) et le bassin du Rhône (Franche-Comté, Bourgogne), ce qui lui a valu le nom de Porte de Bourgogne. Le département est situé à environ 47°40' de latitude nord et à 7°00' de longitude est.
Le Territoire de Belfort constitue l'extrémité septentrionale du bassin du Doubs, sous-affluent du Rhône, toutes ses eaux s'écoulant vers la mer Méditerranée. Il comprend également l'extrémité sud des Vosges (relief important le plus proche de Paris), et à ce titre a connu dès la fin du XIXe siècle une activité touristique liée aux sports d'hiver (station du ballon d'Alsace).

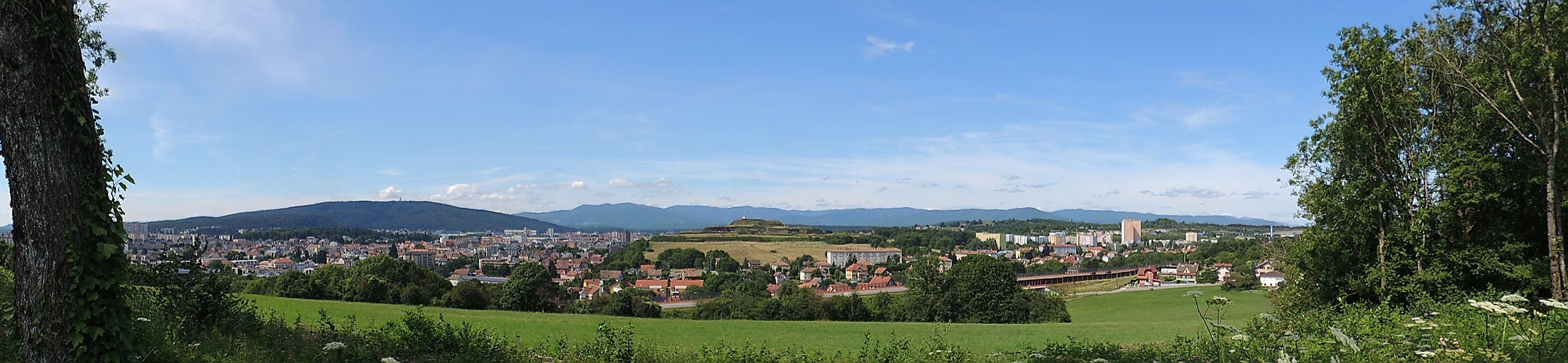
Panorama sur la trouée de Belfort.

## Dimensions
Alors que la superficie moyenne d'un département français est de 5 800 km2, le Territoire de Belfort ne couvre que 610 km2, ce qui le place parmi les plus petits départements. Il mesure 44 km du nord au sud et 22 km d'est en ouest.

## Relief
La carte ci-contre montre une plaine d'altitude moyenne 400 m bordée au nord par le massif des Vosges dont les sommets culminent à environ 1 000 m :
- Ballon d'Alsace : 1 247 m (rep. C sur la carte)
- Planche des Belles Filles : 1 148 m (repère D)
- Baerenkopf : 1 074 m (rep. E)
- Sudel : 915 m
- Le Fayé : 915 m

La ville de Belfort (rep. B) est à 370 m d'altitude. Elle est dominée par le mont Salbert (651 m) qui termine côté ouest une chaîne de collines ne dépassant guère 500 m d'altitude : Mont Rudolphe, Fort de Roppe, Bois-La-Dame (rep. G), Bois du Châtelet. L'extrême pointe sud est un plateau (rep. F) qui atteint 621 m à la frontière suisse sur le territoire de la commune de Villars-le-Sec. La Bourbeuse (rep. 3), dont le lit est suivi par le canal du Rhône au Rhin (rep. 2), pénètre dans le département du Doubs à une altitude inférieure à 330 m.
Le ballon d'Alsace est l'un des sommets les plus au sud du massif des Vosges mais il est loin d'en être le plus haut puisqu'il n'est que le 26e par ordre de hauteur décroissante. Il est néanmoins le point culminant du Territoire de Belfort (sur la limite avec le Haut-Rhin).

## Hydrographie
Deux facteurs principaux déterminent le cheminement de l'eau dans le Territoire :
- la présence des Vosges, barrière naturelle aux nuages qui viennent de l'ouest.
- le sol imperméable de la plus grande partie du département

La limite départementale entre le Territoire de Belfort et le Haut-Rhin suit approximativement la ligne de partage des eaux entre le bassin du Rhin et celui du Rhône.

### Les cours d'eau
Le massif des Vosges recueille des précipitations importantes (environ 2 m d'eau par an au Ballon d'Alsace) qui donnent naissance aux principaux cours d'eau du département s'écoulant du nord vers le sud :
- La Savoureuse (rep. 1) prend sa source à 1 200 m au sommet du ballon d'Alsace.
- Elle est rejointe à Valdoie par la Rosemontoise (rep. 6).
- La Madeleine (rep. 4) descend du Baerenkopf et s'associe avec
- l'Autruche (rep. 8) puis
- la Saint-Nicolas (rep. 5) pour former
- la Bourbeuse (rep. 3).

Toutes ces rivières ont un débit qui peut varier dans d'énormes proportions au gré de la fonte des neiges et des fortes pluies et des périodes de sécheresse. Les crues de la Savoureuse et de la Rosemontoise ont incité le département à construire des barrages de régulation, pour l'instant hors service.
À ces torrents vosgiens il faut ajouter l'Allaine (rep. 10) et ses affluents la Coevatte et la Vendline, tous trois descendant de Suisse et la Suarcine (rep. 9). Après avoir recueilli la Bourbeuse  l'Allaine change de nom pour s'appeler l'Allan. Plus loin dans sa course, elle reçoit la Savoureuse et se jette dans le Doubs vers Voujeaucourt.
La Douce, (rep. 7 sur la carte) présente un caractère rare dans le nord de la Franche-Comté puisqu'elle disparaît en partie dans le sol calcaire de Bavilliers (dans le Trou-la-dame) pour réapparaître quelques centaines de mètres plus loin.

### Les étangs

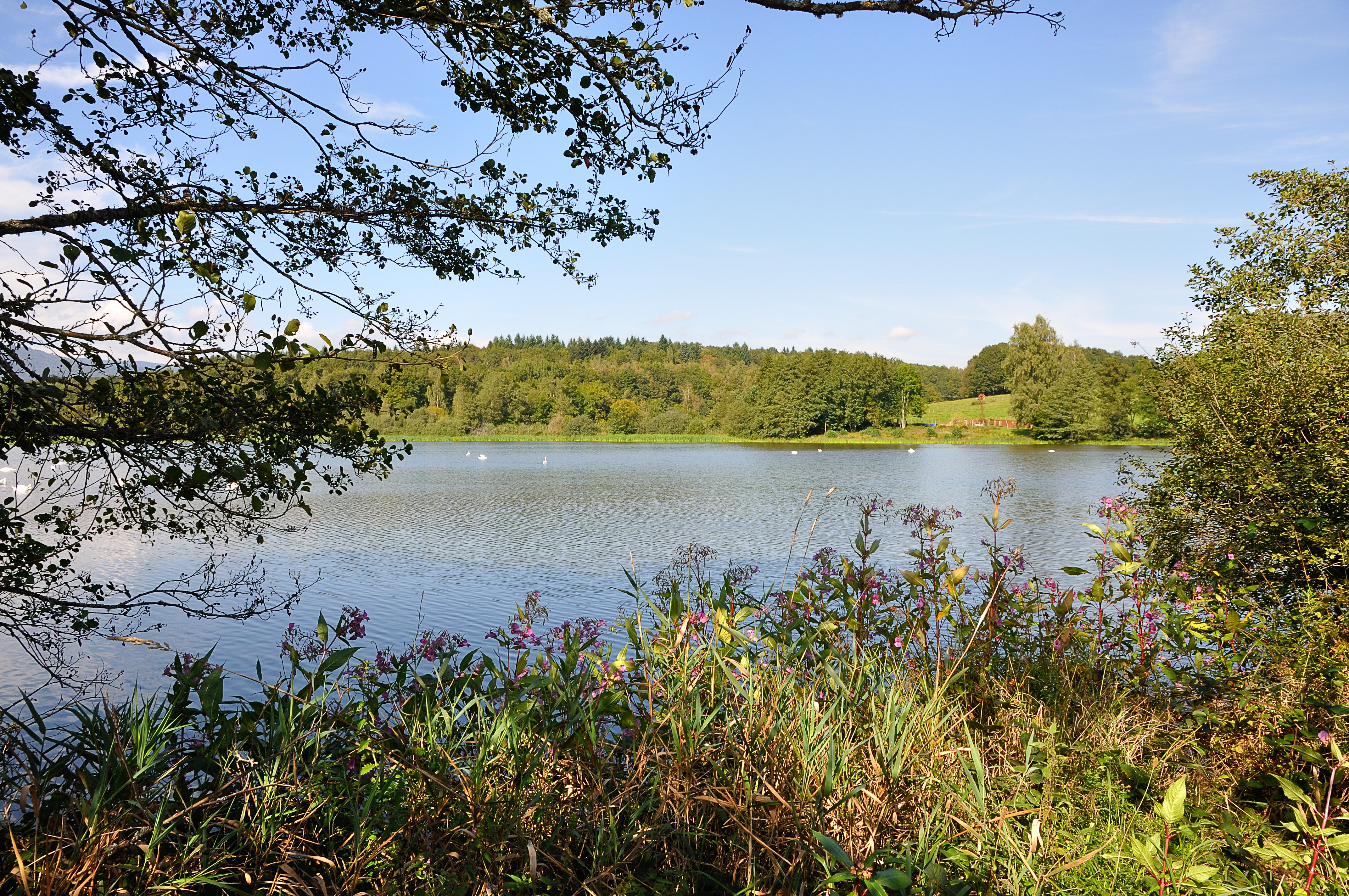
Etang de la Véronne - Territoire de Belfort.

Le caractère imperméable du sol dans plusieurs parties du département favorise la formation des zones humides. Ces dernières sont constituées des 1200 hectares d'étangs auxquels s'ajoutent les marais et tourbières. Elles abritent une faune et une flore particulières liées à la situation du Territoire de Belfort, large dépression entre deux massifs montagneux. Plus de deux cents espèces d'oiseaux ont été observées dans le seul Sundgau belfortain, au sud-est du département dont de nombreux migrateurs faisant étape.

Les plus grands étangs sont ceux du Malsaucy (55 ha) et de la Véronne ainsi que l'étang des Forges (40 ha), tout près de Belfort. Ils ont été aménagés pour servir de réservoirs d'énergie pour l'industrie. Le Territoire est, en plusieurs secteurs, constellé de petits étangs, regroupés dans deux zones :
- Au sud, autour de Boron, Vellescot, Suarce...(rep. H)
- Au nord, dans le pays sous-vosgien (rep. G) où le sol est constitué de grès permien rouge.

Ils sont souvent utilisés pour la pisciculture, la pêche de loisir et comme terrain de week-end. Aménager un étang est une façon de valoriser un terrain peu productif sur le plan de l'agriculture ou de la sylviculture.

## Géologie

Les ressources minéralogiques du département.
Charbon
Fer
Métaux précieux

Le département est traversé par le bassin houiller stéphanien sous-vosgien qui s'étend entre Ronchamp, Lomont à l'ouest et Rougemont, Romagny à l'est. Plusieurs travaux de recherches sont lancés tout au long du XIXe siècle par les houillères de Ronchamp, par la Compagnie départementale du Haut-Rhin pour la recherche de houille ainsi que par quelques investisseurs privées et indépendants. Malgré cela, seul des petits chantiers éphémères sont lancés, les gisements étant moins importants que dans le bassin minier de Ronchamp et Champagney.
Ce vaste étage Stéphanien, qui est daté entre −307 et −299 millions d'années, s'appuie sur le versant méridional du massif des Vosges et se prolonge vers le vaste fossé rhénan. Il est  recouvert par une grande quantité de grès rouge et par divers types d'argiles appartenant à un bassin permien,.
Le sous-sol du département est également riche en minerai de fer dans sa partie centrale et à la limite du Doubs mais aussi en métaux précieux dans sa partie nord, sur les flancs du massif des Vosges.

### Bibliogtaphie
: document utilisé comme source pour la rédaction de cet article.
- SIM, Bulletin, vol. 7, Société industrielle de Mulhouse, 1834 (lire en ligne), p. 205-298.
- Jean-Jacques Parietti, Les dossiers de la Houillère 4 : Le puits d'Éboulet, Association des amis du musée de la mine, 1999 (4) (présentation en ligne).